# Flugzeugkollision beim Dümmer
Die Flugzeugkollision beim Dümmer ereignete sich am 16. Mai 1976 um 15:12 Uhr in der Nähe des Dümmers in Niedersachsen. Dabei kollidierte die taktische Nummer 3 (37+59) einer Formation von vier F-4F Phantom des Jagdgeschwaders 71 „Richthofen“ mit einem Motorsegler Scheibe SF-25C Falke  (D-KMJD). Beide Luftfahrzeuge wurden zerstört. Beide Piloten des Motorseglers wurden bei der Kollision tödlich verletzt, Pilot und Waffensystemoffizier der Phantom retteten sich mit dem Schleudersitz.

## Flug des Motorseglers

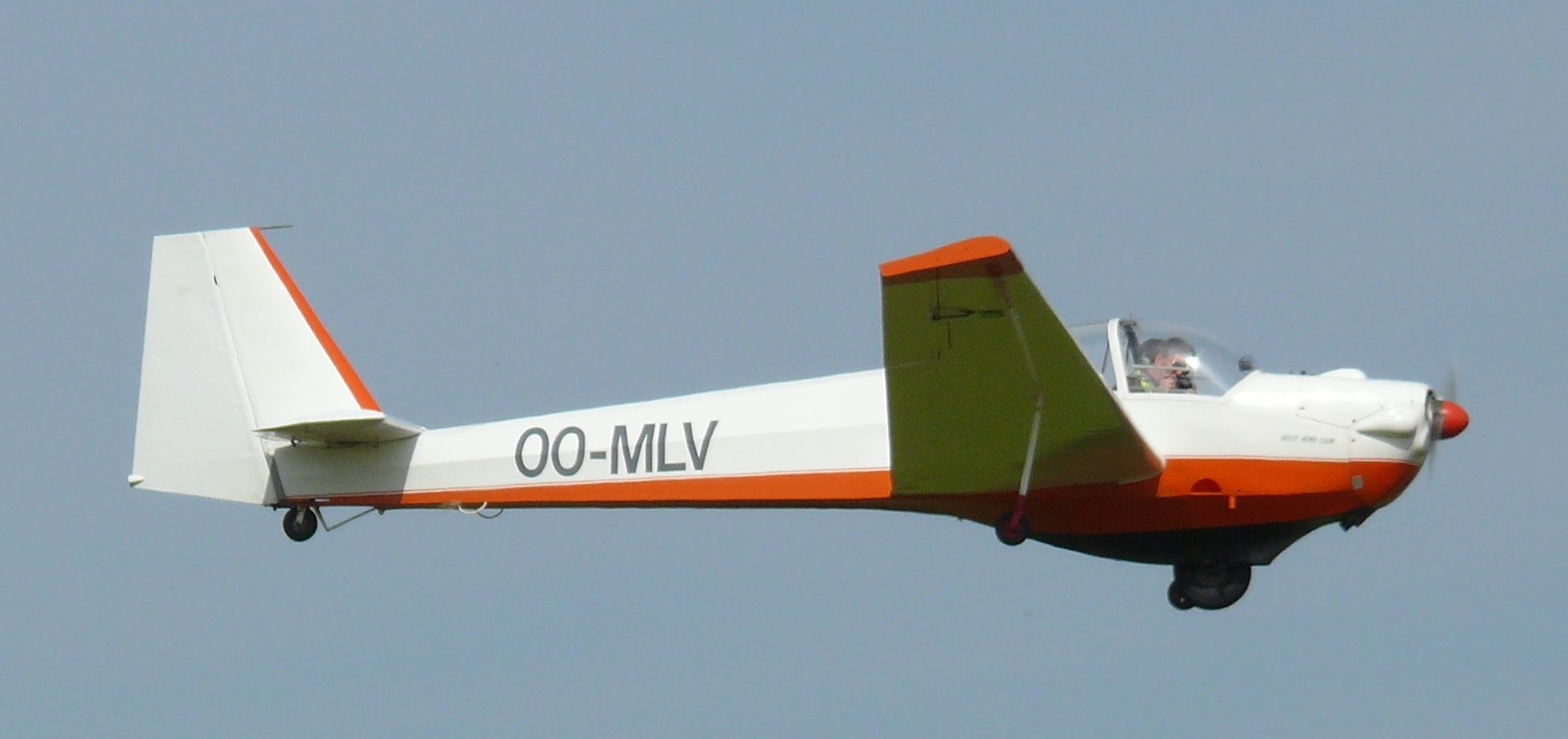
Scheibe SF-25C Falke

Zwei Privatpiloten hatten einen Überlandflug mit einem SF-25C Motorsegler von Schweinfurt zur ostfriesischen Insel Borkum und zurück geplant. Der Hinflug am 15. Mai 1976 verlief ohne Probleme. Für den Rückflug zum Flugplatz Schweinfurt-Süd hatten die Piloten ihre Plätze getauscht. Der verantwortliche Luftfahrzeugführer vom Hinflug saß nun auf dem rechten Sitz.
Am 16. Mai 1976 um 13:36 Uhr starteten sie vom Flugplatz Borkum. Der erste Flugabschnitt war bis zum Flugplatz Porta Westfalica geplant. Dort sollte, wie bereits am Tag zuvor, aufgetankt werden. Der Flug erfolgte nach Sichtflugregeln auf einem direkten Kurs vom Start- zum Zwischenlandeplatz. Die Wetterbedingungen auf der Strecke waren gut. Die Sichten betrugen mehr als 10 Kilometer. Die Wolkenuntergrenze stieg von der Nordsee her an. Im Bereich des Dümmer Sees flog der Motorsegler in 3500 Fuß (1066 Meter) über Meereshöhe (MSL). Seine Fluggeschwindigkeit betrug 55 bis 60 Knoten (ca. 100–110 km/h). Nach dem Abflug von Borkum bestand kein weiterer Funkkontakt mit einer Bodenstelle. Dazu bestand jedoch auch keine Verpflichtung.

## Flug der Phantom-Jagdflugzeuge

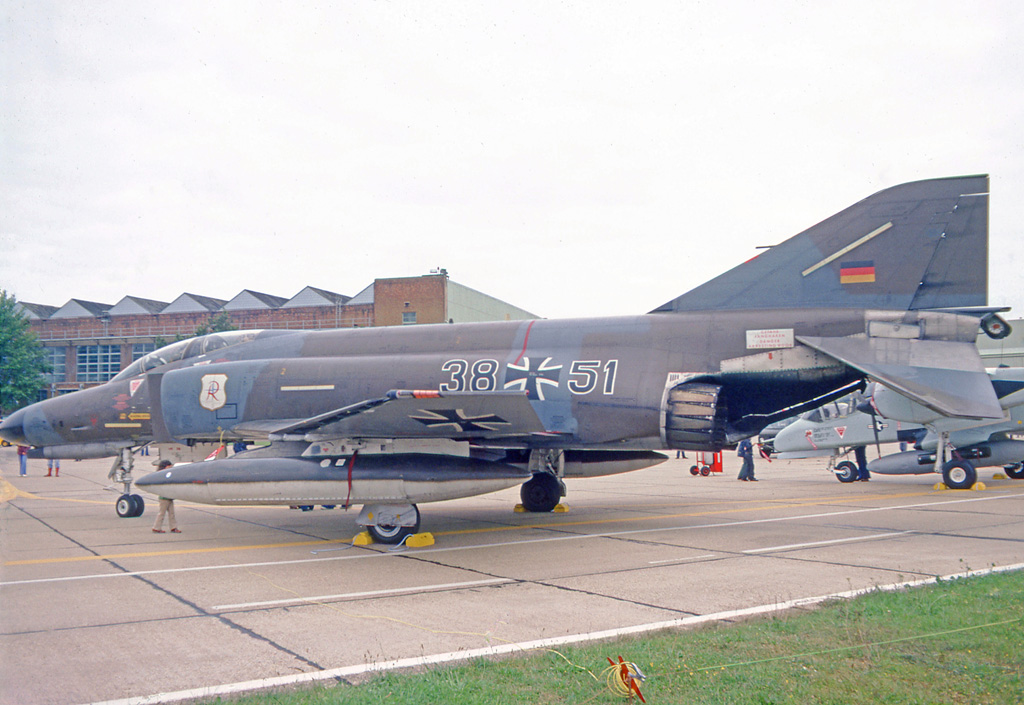
Eine F-4F Phantom II des Jagdgeschwaders 71 Richthofen mit zum Unfallzeitpunkt üblichen Tarnschema.

Am Heeresflugplatz Celle fand am Sonntag, den 16. Mai 1976, ein Tag der offenen Tür statt. Das Programm sah unter anderem Vorbeiflüge von Formationen verschiedener Strahlflugzeuge vor. Dieser Plan war von den vorgesetzten Dienststellen genehmigt. Mit der Durchführung waren das Leichte Kampfgeschwader 43 für die Überflüge mit Fiat G.91 und das Jagdgeschwader 71 „Richthofen“ für die Formationsüberflüge mit den damals noch recht neu in der Bundeswehr eingeführten Jagdflugzeugen des Typs F-4F Phantom beauftragt. Die Veranstaltung war für den Flugplatz Celle in den Nachrichten für Luftfahrer veröffentlicht worden.
Um 14:37 Uhr Ortszeit starteten vier F-4F Phantom vom Fliegerhorst Wittmundhafen. Der Flug war als Sichtflug in Formation über mehrere Wendepunkte zum Heeresflugplatz Celle und zurück geplant. Ursprünglich sollte die Strecke in Flugfläche 50 mit einer Fluggeschwindigkeit von 420 Knoten (ca. 780 km/h) geflogen werden. Aus Wettergründen wurde diese Planung auf 3500 Fuß MSL Flughöhe geändert. Auf der Strecke bestand keine Funkverbindung zu Bodenstellen, sondern nur innerhalb der Formation. Die Jagdflugzeuge flogen in einer „Fingertip-Formation“, also einer Formation, bei der die Flugzeuge wie die Finger an einer Hand angeordnet sind. Dabei flog der Formationsführer vorne. Rechts von ihm, leicht nach hinten versetzt, befand sich die Nummer zwei. Links von ihm und ebenfalls leicht nach hinten versetzt befand sich die Nummer drei und links von diesem Flugzeug wiederum leicht nach hinten versetzt flog die Nummer vier.

## Unfallgeschehen
Der Motorsegler passierte Lembruch am östlichen Rand des Dümmers auf einem rechtweisenden Kurs von 137° in 3500 Fuß MSL Flughöhe. Zur gleichen Zeit näherten sich die vier Phantom-Jagdflugzeuge ebenfalls in 3500 Fuß MSL von Norden. Für sie war der Nordrand des Dümmers der dritte Wendepunkt auf der Route nach Celle. Auf einem missweisenden Kartenkurs von 149° dorthin kreuzten sie den Flugweg des Motorseglers rund 10 km hinter diesem von links nach rechts. Das Sportflugzeug wurde jedoch weder von den Bordradargeräten der Phantoms erfasst noch von deren Besatzungen gesehen. Kurz vor dem Wendepunkt leitete die Formation eine Linkskurve auf den neuen Kurs von 057° durch langsames Rollen ein. Während der Kurve nahm die gesamte Formation eine Schräglage von 30° zum Horizont ein. Kurz vor Erreichen des neuen Kurses wurde langsam ausgerollt. Der Motorsegler befand sich nun unmittelbar vor der Formation auf gleicher Flughöhe. Während des Ausrollens sah der Waffensystemoffizier der Nummer 3 auf kurze Distanz vor der Phantom ein Objekt, welches er für ein Segelflugzeug hielt. Er warnte den Flugzeugführer, doch für ein effektives Ausweichmanöver, zumal mit dem engen Bewegungsspielraum in einer Formation, war es da schon zu spät. Die Phantom schlug mit hoher Annäherungsgeschwindigkeit in die rechte Seite des Motorseglers ein. Wie die spätere Unfalluntersuchung feststellte, hatten dessen Piloten keine Chance die herannahenden Jagdflugzeuge rechtzeitig zu sehen. Beim Aufprall wurde der Motorsegler fast vollständig zerstört; lediglich die äußere Hälfte der linken Tragfläche blieb als größeres Trümmerteil erhalten. Beide Motorseglerpiloten waren auf der Stelle tot.
Der heiße Motorblock des Falken riss den linken Flügeltank der Phantom auf. Austretender Kraftstoff entzündete sich sofort und erzeugte einen Feuerball. Die Phantom verlor Teile der linken Tragfläche und geriet außer Kontrolle. Die Besatzung verließ das Flugzeug mit ihren Schleudersitzen. Die Wrackteile beider Flugzeuge fielen dicht zusammen ca. 3 Kilometer nördlich der Ortschaft Brockum in den Quernheimer Bruch. Durch Betriebsstoffe der Phantom wurde der Boden kontaminiert. Der Pilot trieb mit seinem Fallschirm auf die brennende Aufschlagstelle der Flugzeuge zu und musste wegslippen. Er verletzte sich bei der Landung leicht. Der Waffensystemoffizier landete etwas weiter entfernt und blieb unverletzt. Der Rest der Formation flog zum Heimatplatz zurück.

## Reaktionen, Ursachenermittlung und Folgen
Diese Unfall löste Diskussionen über militärischen Flugbetrieb allgemein und insbesondere am Wochenende aus. Der Verband Deutscher Flugleiter, die Interessenvertretung der zivilen Fluglotsen, kommentierte, ein solcher Unfall sei auf Grund der Zustände im deutschen Luftraum vorhersehbar gewesen. Er sei auch in Zukunft denkbar. Auch im Deutschen Bundestag wurde der Unfall thematisiert.
Nach intensiver Untersuchung legte der Untersuchungsreferent beim  Luftfahrt-Bundesamt als wahrscheinliche Unfallursache fest, dass die Luftfahrzeugführer das jeweils andere Luftfahrzeug nicht rechtzeitig erkannten. Das beim Sichtflug geltenden Prinzip „sehen und gesehen werden“ habe im vorliegenden Fall bedingt durch bauartbedingte Sichtverhältnisse, hohe Annäherungsgeschwindigkeit sowie physiologische und psychologische Grenzen menschlicher Leistungsfähigkeit den Unfall nicht verhindern können.
Als Maßnahmen auf Grundlage der Erkenntnisse aus diesem Unfall wurden Vorschriften für militärischen Flugbetrieb geändert sowie zivile und militärische Vorschriften harmonisiert. Flüge militärischer Kampfflugzeuge zu Flugtagen o. ä. insbesondere am Wochenende erfolgen nunmehr nach Instrumentenflugregeln und über Flugfläche 100.
Der Forderung, die Höchstgeschwindigkeit von 250 Knoten angezeigte Fluggeschwindigkeit bei Flügen nach Sichtflugregeln unterhalb der Flugfläche 100 auch auf Kampfflugzeuge mit Strahlantrieb anzuwenden, wurde nicht umgesetzt, da diese Flugzeuge dann nicht mehr genügend manövrierfähig seien. Internationale Regelungen lassen diese Ausnahme zu.